# Dirt 4
Dirt 4 (gestileerd als DiRT 4) is een racespel ontwikkeld en uitgegeven door het Britse Codemasters op 6 juni 2017 waarin voornamelijk rally gereden wordt. DiRT 4 is uitgebracht op computers met het programma Steam, Sony PlayStation 4 en Microsoft Xbox One.
Het spel is officieel gelicentieerd door FIA World Rallycross Championship.

## Spelmodi
In het spel zijn meerdere spelmodi speelbaar.
- Rally: Het voornaamste onderdeel van DiRT 4 ligt bij het rally rijden. Op uiteenlopende parcours met verschillende ondergronden kan worden gereden.
- Rallycross: In deze spelmodus kan deel worden genomen aan het rallycross kampioenschap.
- Landcross: In terreinwagens kan worden geracet over parcours.
- DiRT Academy: Op een groot, besloten terrein kan de speler met verschillende voertuigen oefenen.